# Erik Edlund
Erik Edlund (Lekeberg (comuna), Suécia, 14 de março de 1819 – Estocolmo, 19 de agosto de 1888) foi um físico sueco. Suas pesquisas científicas foram dedicadas principalmente à teoria da eletricidade. Ajudou a garantir a introdução de estações meteorológicas na Suécia.

## Biografia
Obteve um doutorado em física em 1845 na Universidade de Upsália, orientado por Svanberg. Edlund trabalhou então com Wilhelm Eduard Weber na Universidade de Leipzig durante dois anos após obter o doutorado.
Edlund foi contratado como professor de física da Academia Real das Ciências da Suécia em 1850, e tornou-se membro da academia em 1851. Em 1858 tornou-se membro da Sociedade Real de Ciências de Upsália, e também da Academia Real de Agricultura e Silvicultura da Suécia; desta última academia foi membro honorário em 1878.
Edlund foi orientador do doutorado de Svante Arrhenius. Em 1872 foi eleito para a câmara baixa do Parlamento da Suécia.